# Coelotes introhamatus
Coelotes introhamatus là một loài nhện trong họ Amaurobiidae.
Loài này thuộc chi Coelotes. Coelotes introhamatus được Yajun Xu & S. Q. Li miêu tả năm 2006.